# Gonna
«Gonna» — четвёртый сингл американского кантри-певца Блейка Шелтона с его девятого студийного альбома Bringing Back the Sunshine. Сингл вышел на радио 3 августа 2015 года.

## История
Авторами композиции стали Luke Laird и Craig Wiseman, которые ранее написали певцу песню «Hillbilly Bone» (2009). Песня написана в среднем темпе с влиянием регги и с вокальным битбоксом.
Песня получила положительные отзывы музыкальной критики и интернет-изданий, например, Nash Country Weekly, а Taste of Country заметил, что Шелтон в новой песне вернулся на главную кантри-улицу.
Сингл возглавил радио кантри-чарт США Country Airplay 26 декабря 2015, став там 16-м подряд чарттоппером для певца. Он также достиг № 4 в Hot Country Songs и позиции № 54 в основном хит-параде Hot 100. К январю 2016 года общий тираж составил 200,000 копий в США.

## Позиции в чартах

### Еженедельные чарты
| Чарт (2015-16)                      | Наивысшая позиция |
| ----------------------------------- | ----------------- |
| Канада (Billboard Canadian Hot 100) | 69                |
| Канада (Billboard Country)          | 1                 |
| США (Billboard Hot 100)             | 54                |
| США (Billboard Country Airplay)     | 1                 |
| США (Billboard Hot Country Songs)   | 4                 |

### Итоговые годовые чарты
| Чарт (2015-16)                    | Позиция |
| --------------------------------- | ------- |
| США Country Airplay (Billboard)   | 54      |
| США Hot Country Songs (Billboard) | 63      |